# 米謝切什蒂德肯皮耶鄉
46°52′00″N 24°19′00″E / 46.8667°N 24.3167°E
米謝切什蒂德肯皮耶鄉（羅馬尼亞語：Comuna Miceștii de Câmpie, Bistrița-Năsăud），是羅馬尼亞的鄉份，位於該國西北部，由比斯特里察-訥瑟烏德縣負責管轄，面積43平方公里，海拔高度356米，2007年人口1,207，人口密度每平方公里28人。